# Улица Барбашова (Владикавказ)
Улица Барбашова — улица во Владикавказе, Северная Осетия, Россия. Находится в Затеречном муниципальном округе между проспектом Коста и Московским шоссе. Начинается от проспекта Коста.

## Расположение
Улицу Барбашова пересекают улицы Ардонская, Заурбека Калоева и проспект Генерала Доватора.
На улице Барбашова заканчиваются улицы Тургневская, Гончарова, Цейская и Кырджалийская.
С улицы Барбашова начинаются улицы Кастанаева, Леваневского, Левченко, Щорса и Генерала Хетагурова.

## История
Улица названа в честь Героя Советского Союза Петра Барбашева.
Улица образовалась во второй половине XIX века и впервые отмечена на плане города Владикавказа «Карты Кавказского края» как Садовая улица. В 1891 году в списке улиц города Владикавказа отмечена как Огородная улица. Упоминается под этим же названием в Перечне улиц, площадей и переулков от 1911 и 1925 годов.
12 декабря 1957 года Огородная улица была переименована в улицу Барбашова.

## Достопримечательности
- д. 24 — памятник истории, объект культурного наследия. Дом, где в 1910 −1918 гг. жил полный Георгиевский кавалер, командир Красной Армии Оскар Эдуардович Фрейтаг[3].
- Парк культуры и отдыха «Олимпийский».

## Источник
- Владикавказ. Карта города, 2011.
- 'Кадыков А. Н., Улицы, переулки, площади и проспекты г. Владикавказа: справочник. — Владикавказ: Респект, 2010. — С. 32—33 — ISBN 978-5-905066-01-6
- Торчинов В. А., Владикавказ., Краткий историко-краеведческий справочник, Владикавказ, Северо-Осетинский научный центр, 1999, стр. 91, 92, ISBN 5-93000-005-0